# Sorvanjärvi
Sorvanjärvi eller Sorvajärvi är en sjö i Finland. Den ligger i kommunen Virdois i landskapet Birkaland, i den sydvästra delen av landet, 240 km norr om huvudstaden Helsingfors. Sorvanjärvi ligger 133 meter över havet. Arean är 6,7 hektar och strandlinjen är 1,58 kilometer lång. Sjön  ingår i Kumo älvs huvudavrinningsområde.   I omgivningarna runt Sorvanjärvi växer i huvudsak blandskog.
Följande samhällen ligger vid Sorvanjärvi:
- Virdois (7 707 invånare)